# X Corp.
X Corp., rechtlicher Nachfolger von Twitter, Inc., mit rechtlichem Sitz in Nevada und der Verwaltungszentrale in Bastrop, ist der Betreiber des Mikroblogging-Dienstes X, der bis 2023 Twitter hieß. X Corp. wird mehrheitlich von Elon Musk kontrolliert.
Ende März 2025 wurde die X Corp. von Elon Musks KI-Konzern X.AI übernommen.

## Geschichte
Im Oktober 2022 schlossen Elon Musk und eine von ihm geführte Investorengruppe über die X Corp. ein Übernahmeangebot von ca. 44 Mrd. US-Dollar für Twitter, Inc. ab.
Im April 2023 wurde Twitter Inc. mit der X Corp. – die wiederum über die X Holdings Corp. gehalten wird – verschmolzen und dadurch aufgelöst.
Betreiber von Twitter ist seitdem X Corp. Der Name X geht zurück auf das 1999 von Musk gegründete Unternehmen X.com, welches Finanzdienstleistungen anbot.
Ab Juli 2023 begann das Unternehmen mit der Einführung eines neuen Logos einen Rebranding-Prozess für seinen Dienst Twitter hin zum neuen Namen X. Das Logo, das die bisherige Vogel-Bildmarke von Twitter ablöste, zeigt grafisch stilisiert den Buchstaben X. Es handelt sich dabei konkret um eine Darstellung des Unicode-Zeichens 𝕏 (mathematischer Großbuchstabe X mit Doppelstrich, U+1D54F).
Das Rebranding soll ein erster Schritt für eine länger bestehende Vision von Musk sein; demnach soll X zu einer Allzweck-App ausgebaut werden, die neben Text-, Bild-, Video- und Audioinhalten auch Zahlungs- und weitere Online-Dienste bieten soll, ähnlich wie die chinesische App WeChat.
Im September 2024 verlegte X Corp. seinen Hauptsitz von San Francisco nach Bastrop, Texas. Dies erfolgte als eine direkte Reaktion auf die Unterzeichnung eines Gesetzes durch den Gouverneur von Kalifornien, Gavin Newsom, das es Schulen im Bundesstaat verbietet, Eltern über die Änderung der Geschlechtsidentität eines Kindes zu informieren.

### Übernahme durch X.AI
Am 28. März 2025 wurde bekannt, dass X.AI, ein Unternehmen für künstliche Intelligenz unter der Leitung von Elon Musk, die X Corp in einer reinen Aktientransaktion übernimmt. Die Bewertung von X.AI lag bei etwa 80 Milliarden US-Dollar, während die X Corp, die die Social-Media-Plattform X betreibt, nach Abzug von 12 Milliarden US-Dollar Schulden mit rund 33 Milliarden US-Dollar angesetzt wurde. Als Ziel der Fusion wurde ausgegeben, die KI-Expertise von X.AI mit der Nutzerbasis von X zu kombinieren, um innovative Funktionen und Dienstleistungen zu entwickeln. Nach der Übernahme operiert X Corp als Teil von X.AI, wodurch die Plattform X nun vollständig in das Portfolio des KI-Unternehmens integriert ist.

## Aktionäre
Als nicht an der Börse notiertes Unternehmen ist die genaue Aktionärsstruktur nicht öffentlich bekannt. Als zweitgrößter Anteilseigner nach Musk gilt die Kingdom Holding aus Saudi-Arabien (Stand: Oktober 2022); daneben werden Anteile von einigen prominenten Anlegern gehalten, darunter Sean „Diddy“ Combs, Bill Ackman, Larry Ellison und Marc Andreessen.